# La Compagnia del Cigno
La Compagnia del Cigno è una serie televisiva italiana creata e diretta da Ivan Cotroneo, trasmessa in prima serata su Rai 1 dal 7 gennaio 2019 al 16 maggio 2021.

## Trama
Sette ragazzi musicisti tra i 15 e i 18 anni frequentano il Conservatorio Giuseppe Verdi di Milano. I ragazzi, che inizialmente suonano ognuno per conto proprio, saranno costretti a esercitarsi insieme dal maestro e direttore d'orchestra Luca Marioni per supportare il nuovo studente Matteo, che viene dalla città terremotata di Amatrice e deve integrarsi nell'orchestra a metà anno. I ragazzi quindi stringono un patto di amicizia fondando la "Compagnia del Cigno", in onore di Giuseppe Verdi che era soprannominato il Cigno di Busseto.
Grazie a questa collaborazione, i ragazzi si ritrovano a condividere problemi personali, vicende familiari difficili, questioni di cuore e paure profonde, fino a unirsi sempre di più.

## Episodi
| Stagione         | Episodi | Prima TV |
| ---------------- | ------- | -------- |
| Prima stagione   | 12      | 2019     |
| Seconda stagione | 12      | 2021     |

## Personaggi e interpreti

### Principali
- Luca Marioni (stagioni 1-2), interpretato da Alessio Boni. 
È il maestro del Conservatorio, soprannominato "Il bastardo" per via del suo comportamento molto aggressivo, severo e duro nei confronti degli studenti, dai quali pretende sempre la massima concentrazione con risultati impeccabili. Anni prima ha perso tragicamente la figlia piccola, Serena, di cui si sente responsabile e questo trauma e dolore l'ha reso estremamente fragile. Ha un difficile rapporto con la moglie Irene, della quale è molto innamorato ed è la persona che lo conosce meglio. Grazie a lui Roberto, Matteo, Sara, Barbara, Domenico, Sofia e Rosario hanno fondato "La Compagnia del Cigno". Sarà Matteo il primo dei ragazzi a conoscere il suo lato più fragile, e a considerarlo una persona davvero importante. Senza mai darlo a vedere, sa essere un vero e leale amico per i suoi colleghi e tiene sinceramente ai suoi allievi, soprattutto ai sette protagonisti i quali a loro volta lo vedranno sempre come un esempio da seguire, maturando per lui un sincero affetto.
- Irene Valeri (stagioni 1-2), interpretata da Anna Valle. 
È la bella e riservata moglie di Luca ed ex insegnante di pianoforte del conservatorio, lasciato dopo la tragica morte della figlia Serena che l'ha segnata al punto da aver bisogno di una psicologa per elaborare il terribile lutto; vive a Como ed è una delle poche persone a conoscere il lato meno "bastardo" di Marioni. È ancora innamorata del marito e più volte rende palese il suo sentimento per lui, ma la paura di soffrire di nuovo le fa fare spesso un passo indietro. Rimane incinta per la seconda volta e decide di proseguire la gravidanza dopo una sofferta riflessione condivisa anche con Luca. Nella seconda stagione, quando Luca viene accusato ed indagato per la morte di un loro collega, Irene crede fin da subito alla sua innocenza e non ha esitazioni nel rimanergli accanto per aiutarlo e lottare con lui fino alla fine.
- Matteo Mercanti (stagioni 1-2), interpretato da Leonardo Mazzarotto. 
Viene dalla città terremotata di Amatrice e deve integrarsi nell'orchestra a metà anno. È grazie a lui che nasce "La Compagnia del Cigno". Si innamora inizialmente a prima vista di Barbara, ma la lascia perdere quando capisce cosa c'è tra lei e Domenico, il suo migliore amico; alla fine si avvicina a Sofia della quale alla fine capisce di essere innamorato. Suona il violino e fin da subito viene notato per il suo immenso talento. Vive con suo zio Daniele, fratello di sua madre, il quale lo aiuta a combattere i fantasmi del suo passato. Nella seconda stagione diventa padre di una bellissima bambina concepita con l'amata Sofia.
- Barbara Severini (stagioni 1-2), interpretata da Fotinì Peluso. 
Ricca e bellissima adolescente, molto intelligente, riservata e talentuosa, a differenza degli altri ragazzi non frequenta il liceo del Conservatorio ma quello classico; quando però si accorge di non riuscire a gestire entrambe le cose lascia quest'ultimo e si iscrive nella classe dei suoi amici che la sproneranno a seguire le sue passioni. È da sempre innamorata segretamente di Domenico, alla fine ricambiata e con il quale intraprende una tormentata relazione. Suona il pianoforte e il fagotto. In passato era rimasta bloccata in una relazione tossica e opprimente con Lorenzo, che esercitava su di lei violenza psicologica e un controllo manipolatorio. Con fatica Barbara, grazie all’intervento dei suoi genitori, ne era uscita, rimanendone però devastata emotivamente. Ricaduta nella trappola del suo ex, si allontana da Domenico, ma aiutata dai suoi amici e dalla madre trova la forza per liberarsi definitivamente di Lorenzo, denunciandolo e ricongiungendosi con Domenico.
- Domenico Abbate (stagioni 1-2), interpretato da Emanuele Misuraca. 
Nella prima stagione ha 17 anni (19 nella seconda) ed è il genio del Conservatorio, nonché il migliore amico di Matteo, che si offre di aiutare a "mettersi in pari" con il programma appena quest'ultimo giunge a Milano da Amatrice. È lui a creare la chat di gruppo per organizzare il recupero. È un palermitano che vive in un modesto appartamento con il padre Vincenzo, e grazie ai suoi sacrifici riesce a coltivare il suo talento per la musica. Suona pianoforte (a casa non lo ha per esercitarsi, perciò si reca nel negozio di un amico del padre) e clarinetto. Gentile e disponibile, nella seconda stagione sarà il primo della Compagnia a diplomarsi in pianoforte e a diventare "Maestro". Inizialmente fidanzato con una ragazza di nome Gloria, la lascerà quando capirà di essersi profondamente innamorato di Barbara, ma per un fraintendimento crederà che lei stia con Matteo e il rapporto tra i tre si incrinerà per un breve periodo. Rifiuterà di esibirsi al pianoforte al saggio finale in duetto con Barbara non riuscendo a gestire i propri sentimenti per lei, la quale nel frattempo lo evita perché non ha il coraggio di ammettere a se stessa che prova gli stessi. Successivamente si metteranno insieme, ma la loro storia verrà inizialmente ostacolata dai rispettivi genitori per via delle differenze sociali (sarà la madre di lei a recarsi dal padre di lui per convincerlo a non opporsi alla loro felicità). Nella seconda stagione, il ritorno dell’ex fidanzato di Barbara del periodo in cui viveva a Roma, Lorenzo, con il quale aveva una relazione tossica e manipolatoria da cui con fatica era riuscita ad uscire, scatenerà in lei una grande crisi che la porterà ad allontanarsi da Domenico, finendo nuovamente soggiogata dal suo ex. Dopo che Barbara riesce a trovare la forza per liberarsi definitivamente di Lorenzo, lei lo denuncia e torna insieme a Domenico.
- Sara Loffredi (stagioni 1-2), interpretata da Hildegard De Stefano. 
Suona il violino, ma è l'unica a non far parte dell'orchestra in quanto ipovedente (ha iniziato a perdere la vista a 8 anni). Marioni la sceglie per il suo carattere determinato e risoluto, credendo che esso possa essere una forza per il gruppo. Compensa la sua disabilità con cinismo e ironia pungente, che la aiutano a "muoversi" nel mondo. È fiera della sua indipendenza, sebbene consapevole di avere anche lei dei limiti (in un episodio della prima stagione avrà un momento di fragilità provocato dal rendersi conto di dover dipendere dagli altri per svolgere molte azioni quotidiane). Schietta, sfacciata, disinvolta, sarcastica e dalla battuta tagliente, dice sempre ciò che pensa senza avere paura di risultare antipatica o del giudizio altrui, e ha quasi sempre ragione. Sicura di sé ed estremamente perspicace, intuisce all'istante se c'è qualcosa che non va o lo stato d'animo di qualcuno, ed è quella che di solito "risolve" le situazioni. Definita da tutti "un po' stronza", capisce subito quando due persone si piacciono e cerca sempre di aiutare gli amici nelle faccende di cuore ma è contraria ad avere qualunque tipo di relazione seria. Alla fine della prima stagione fa l'amore con Rosario. Nella seconda mostra interesse per un nuovo allievo, il napoletano Pietro, e i due si mettono insieme.
- Sofia Potente (stagioni 1-2), interpretata da Chiara Pia Aurora. 
Da piccola era estremamente in sovrappeso e per questo è stata vittima di bullismo da parte dei compagni di scuola. Anche se la situazione è migliorata con la crescita, è ancora abbastanza robusta e spesso questo la fa soffrire e le crea non pochi disagi (nel primo episodio della prima stagione, sulla terrazza di casa sua, si sfoga da sola cantando "True Colors"). Non ama la moda e i trucchi. È segretamente innamorata di Matteo dalla prima volta che l'ha visto, ma inizialmente lui la considera solo un'amica perché "preso" da Barbara. Alla fine della prima stagione finalmente fanno l'amore. All'inizio della seconda, due anni dopo, Sofia scopre di essere incinta: la notizia sconvolge le rispettive famiglie e, dopo un iniziale momento di gioia, anche Matteo è turbato dal futuro che lo attende. Tuttavia, a seguito di un dialogo con Marioni, il ragazzo capisce il valore di ciò che potrebbe perdere e lui e Sofia si riappacificano. Suona il violoncello. Vive col fratello maggiore "Scheggia" e sua madre Nico, che gestisce un ristorante.
- Roberto "Robbo" Turchi (stagioni 1-2), interpretato da Ario Nikolaus Sgroi. 
È il più giovane del gruppo. Insieme alla sorellina Chiara che adora, deve affrontare la crisi coniugale dei suoi. È celiaco. Suona oboe e pianoforte. Robbo ha la capacità di astrarsi dal mondo reale per andare in un mondo di fantasia, nel quale spesso porta la sorellina.
- Rosario Cantini (stagioni 1-2), interpretato da Francesco Tozzi. 
Figlio di Antonia, una tossicodipendente, è stato affidato a una coppia milanese. Ha origini fiorentine. Finisce per innamorarsi di Sara. Suona percussioni e batteria. Rosario dimostra di essere sempre leale e di contare sempre sui suoi amici.
- Daniele Trani (stagioni 1-2), interpretato da Alessandro Roja. 
È lo zio di Matteo. Omosessuale dichiarato, vuole molto bene al nipote e cerca in tutti i modi di aiutarlo a sfogare il proprio dolore per la morte della madre.
- Vittoria (stagioni 1-2), interpretata da Carlotta Natoli. 
È la madre di Barbara.
- Miriam (stagioni 1-2), interpretata da Francesca Cavallin. 
È la madre di Robbo.
- "Nico" (stagioni 1-2), interpretata da Claudia Potenza. 
È la madre di Sofia.
- Antonia Cantini (stagioni 1-2) interpretata da Barbara Chichiarelli. 
È la madre di Rosario, ex tossicodipendente.
- Guido Sestrieri (stagioni 1-2), interpretato da Rocco Tanica. 
È l'insegnante di violino di Matteo e il migliore amico di Marioni, del quale è l'opposto: piuttosto affettuoso e comprensivo nei confronti degli alunni, sa tuttavia farsi rispettare.
- Gabriella Bramaschi (stagioni 1-2), interpretata da Angela Baraldi. 
È la professoressa di pianoforte di Domenico, Barbara e Robbo e la migliore amica di Irene.
- Daniele 2 (stagioni 1-2), interpretato da Michele Rosiello.
È il vicino di casa di cui si innamora lo zio di Matteo.
- Teoman Kayà (stagione 2), interpretato da Mehmet Günsür.
È un famoso direttore d’'orchestra che si è diplomato al Conservatorio Verdi 25 anni prima dell'inizio della serie insieme a Luca, Irene e Gabriella.

### Ricorrenti
- Nathan (stagioni 1-2), interpretato da Ruben Giuliani. 
Primo violino dell'orchestra, messo in discussione dall'arrivo di Matteo, infatti è da subito molto invidioso di lui, e non è amico della compagnia.
- Vincenzo Abbate (stagione 1), interpretato da Fabrizio Ferracane. 
È il padre di Domenico, nella seconda stagione si viene a sapere che è tornato in Sicilia.
- Padre di Sara (stagioni 1-2), interpretato da Fabrizio Coniglio.
Genitore che stima il talento della figlia.
- Chiara Turchi (stagioni 1-2), interpretata da Gaia Iafrate. 
È la sorellina di Robbo, con cui il fratello è molto protettivo e premuroso.
- Clelia (stagione 1, guest 2), interpretata da Susy Laude. 
È la madre affidataria di Rosario.
- Andrea "Scheggia" Potente (stagioni 1-2), interpretato da Nicolas Orzella.
È il fratello di Sofia.
- Preside del Conservatorio (stagioni 1-2), interpretata da Pia Lanciotti.
È la preside del Conservatorio.
- Eugenio Severini (stagioni 1-2), interpretato da Massimo De Santis.
È il padre di Barbara, appare raramente. Nella seconda stagione finisce in carcere per truffa e corruzione.
- Professoressa Parise (stagione 1, ricorrente 2), interpretata da Marta Pizzigallo.
È la professoressa di italiano di Matteo, Robbo, Barbara, Rosario, Domenico, Sara e Sofia. Apparentemente severa e scontrosa, in realtà diventa ben voluta dai suoi ragazzi quando essi iniziano a conoscerla meglio.
- Valeria Trani (stagione 1), interpretata da Giovanna Mezzogiorno. 
È la madre di Matteo, morta nel terremoto ad Amatrice: il figlio immagina ancora di vederla e di parlarle, ma a un certo punto su esortazione di Marioni la lascia andare.
- Antonio Mercanti (stagione 1), interpretato da Stefano Dionisi. 
È il padre di Matteo, nella seconda stagione si viene a sapere che si è trasferito in Argentina per lavoro.
- Luigi Turchi (stagione 1), interpretato da Giorgio Pasotti. 
È il padre di Robbo.
- Roberto (stagione 1), interpretato da Dino Abbrescia. 
È il padre affidatario di Rosario.
- Olga (stagione 1), interpretata da Pina Turco.
È la coinquilina di Daniele 2.

### Special Musical Guest
- Mika (stagioni 1-2), nei panni di se stesso.
Cantante di fama internazionale in visita al Conservatorio.
- Ruggero Fiore (stagione 1), interpretato da Marco Bocci. 
È un direttore d'orchestra di fama mondiale un po' eccentrico.
- Giacomo (stagione 1), interpretato da Michele Bravi. 
È l'alunno a cui Marioni ha fatto venire un esaurimento nervoso durante un'esibizione.
- Malika Ayane (stagione 2), 
È una professoressa di Etnomusicologia del conservatorio.
- Ornella Vanoni (stagione 2), nei panni di se stessa.
- Francesco Gabbani (stagione 2)
È un professore del conservatorio.
- Francesco Tricarico (stagione 2) 
È un professore del conservatorio.